# Конвенция о запрещении химического оружия
Конве́нция о запреще́нии хими́ческого ору́жия, КЗХО (тж. Конвенция о химическом оружии, КХО) — соглашение по контролю за вооружениями, которое запрещает производство, накопление и применение химического оружия. Её полное название Конвенция о запрещении разработки, производства, накопления и применения химического оружия и его уничтожении.
Главным обязательством конвенции, налагаемым на её участников, является запрет на производство и применение химического оружия и уничтожение всех его запасов. Вся деятельность, связанная с уничтожением, контролируется Организацией по запрещению химического оружия (ОЗХО). К июлю 2010 года около 60 % всех запасов химического оружия было уничтожено. Конвенция также предполагает систематический контроль за военно-химическими производственными объектами, а также расследования по заявлениям о производстве и применении химического оружия.
К июню 2022 года 191 государство является участником этой Конвенции и ещё 1 страна (Израиль) подписала, но пока не ратифицировала её. Не подписали её: Египет, Северная Корея, Южный Судан.

## История

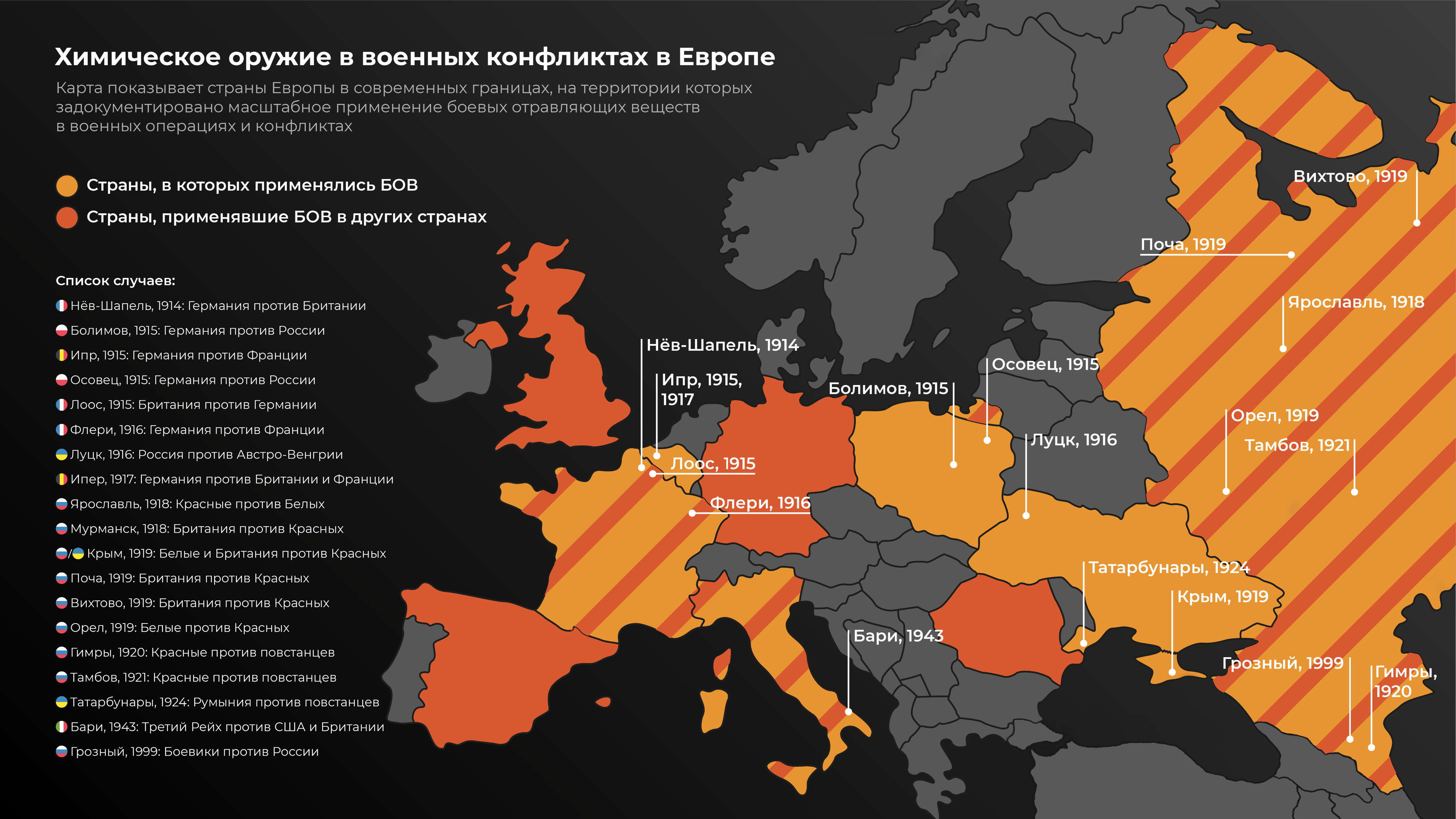
Применение химического оружия в Европе

Международное обсуждение вопроса о запрещении химического и биологического оружия началось в 1968. Его проводил Комитет по разоружению, состоявший из 18 государств, который после многочисленных изменений названия и состава был преобразован в 1984 в Конференцию по разоружению. 3 сентября 1992 Конференция предоставила Генеральной Ассамблее ООН свой ежегодный отчёт, который содержал текст Конвенции о запрещении химического оружия. Генеральная Ассамблея приняла Конвенцию 30 ноября 1992. 13 января 1993 в Париже Генеральный секретарь ООН открыл её для подписания. Конвенция вступила в силу 29 апреля 1997 спустя 180 дней после того, как была ратифицирована 65-м её участником (Венгрия). Конвенция дополняет собой Женевский протокол 1925 года.

## Организация по запрещению химического оружия (ОЗХО)
Контроль за соблюдением статей Конвенции осуществляется Организацией по запрещению химического оружия, которая выступает как международная правовая площадка для уточнения положений Конвенции (Конференция стран-участниц уполномочена вносить изменения в КХО, а также принимать подзаконные акты о выполнении требований Конвенции и т. п.). Кроме того, организация проводит инспекции военно-промышленных объектов с целью обеспечить выполнение требований КХО странами-участницами.

## Ключевые пункты Конвенции
- Запрещение производства и применения химического оружия.
- Ликвидация (или использование в других целях) мощностей по производству химического оружия.
- Уничтожение всех запасов химического оружия (включая запасы, находящиеся за пределами территории государства).
- Взаимопомощь между государствами и взаимодействие с ОЗХО в случае применения химического оружия.
- Инспекции ОЗХО с целью контроля над производством химикатов, из которых может быть изготовлено химическое оружие.
- Международное сотрудничество в мирном использовании химикатов в соответствующих областях.

## Государства-участники

Государства-участники КХО
Государства, которые заявили о наличии запасов ХО и/или известно об обладании ими мощностей по его производству

Почти все страны в мире присоединились к Конвенции о запрещении химического оружия. В настоящее время 189 из 193 государств-членов ООН являются участниками КХО. Из 4 оставшихся государств 1 подписало, но ещё не ратифицировало Конвенцию (Израиль). 3 государства не подписали Конвенцию (Северная Корея, Египет и Южный Судан). Также участниками КЗХО являются 2 страны-наблюдателя ООН: Ватикан и Палестина (присоединилась в 2018 году). Сирия подписала Конвенцию 13 сентября 2013 года. Официальное присоединение Сирии к Конвенции состоялось по истечении 30-дневного срока, 12 октября 2013 года. Мьянма ратифицировала Конвенцию о запрещении химического оружия в 2015 году. Ангола подписала и присоединилась к договору также в 2015 году.

### Ключевые организации стран-участниц
Страны-участницы имеют в ОЗХО своих постоянных представителей. Для подготовки инспекций ОЗХО страна-участница должна создать специальный орган.

## Классификация химикатов
В зависимости от риска, который представляет собой химикат
Приложение к Конвенции содержит три списка химикатов, которые подлежат контролю в рамках Конвенции. Эти списки не составляют определения химического оружия.
Химическое оружие подразделяется на Категории 1, 2 и 3. 
Категория 1 включает в себя химическое оружие на основе химикатов Списка 1. 
Категория 2 включает в себя химическое оружие на основе всех других химикатов, кроме химикатов Списка 1, и его части и компоненты. 
К Категории 3 относятся неснаряжённые боеприпасы и взрыватели.
- Список 1: химикаты, которые разрабатывались, производились, накапливались или применялись в качестве ХО и представляют собой высокий риск (люизит, сернистый и азотистый иприт, рицин и сакситоксин, а также все ОВ нервно-паралитического действия, кроме амитона, который рассматривается в Списке 2). Государствам запрещается иметь вещества из этого списка в количестве, превышающем 1 тонну. Производство этих химикатов в количестве более 100 граммов в год должно быть задекларировано в ОЗХО. Эти вещества имеют очень ограниченную сферу применения в мирных целях. Примером может служить азотистый иприт, который используется при лечении некоторых форм рака.
- Список 2: химикаты, некоторые из которых являются прекурсорами химикатов Списка 1 и которые рассматриваются как представляющие значительный риск для предмета и целей Конвенции. Их производство должно быть задекларировано в ОЗХО. Существуют ограничения на их экспорт в страны, не присоединившиеся к КХО. Примером из этой группы может служить тиодигликоль, который может быть использован в производстве иприта, а также служить растворителем в чернилах.
- Список 3: химикаты, представляющие определённый риск. Они находят широкое применение в химической промышленности и могут производиться в больших количествах в коммерческих целях для не запрещённых Конвенцией целей. О заводах, производящих более 30 тонн этих химикатов в год, должно быть заявлено в ОЗХО, которая может их инспектировать. Существуют ограничения на экспорт этих веществ в страны, не присоединившиеся к КХО. Примерами из этой группы являются фосген, который используется в производстве многих органических соединений, и триэтаноламин, используемый в производстве моющих средств.

По времени и месту производства:
1. ХО, произведённое до 1925 года.
2. ХО, произведённое в период между 1925 и 1946 годами и состояние которого настолько ухудшилось, что не может быть использовано в качестве ХО.
3. Оставленное химическое оружие — ХО, включая старое ХО, которое было оставлено на территории другого государства без согласия последнего.

Кроме того, в Конвенции идёт речь о соединениях углерода, которые именуются в ней отдельные органические вещества (англ. Discrete organic chemicals). Это любые соединения углерода, кроме полимеров, оксидов, сульфидов и карбонатов, к примеру органофосфаты. ОЗХО должна быть проинформирована о любом заводе, производящем в год более 200 т этих веществ либо 30 тонн, в случае содержания веществами фосфора, серы или фтора, если только завод не производит взрывчатые вещества или углеводороды.

## Запасы химического оружия в мире
Через три года после вступления в силу (29 апреля 2000) государства-участники должны уничтожить 1 % запасов ХО категории 1, а к концу пятого года (29 апреля 2002) — 20 % (2 этап). Полностью все запасы подлежат уничтожению к 29 апреля 2007 — то есть в течение 10 лет после вступления Конвенции в силу. По решению Конференции государств-участников этот срок может быть продлён до 15 лет — то есть до 29 апреля 2012.
Общие известные запасы химического оружия в начале 2010 составляли приблизительно 30 308 тонн. К 2005 г. общее количество объявленных запасов ХО Категории 1 составляло 71 373 т, а боеприпасов и контейнеров — 8 671 564 т. К 2005 г. было уничтожено 10 698 т (по весу ОВ) химоружия категории 1 и 2 151 777 боеприпасов и контейнеров. Из 61 объявленного объекта по производству химического оружия ОЗХО выдала сертификаты об уничтожении 29. 9 ОПХО подверглись конверсии, 14 — находились в стадии уничтожения, разрешена конверсия ещё 9 объектов.

### Сроки уничтожения
В Конвенции оговариваются сроки поэтапного уничтожения химического оружия с возможностью их продления. Ни одна страна не достигла полной ликвидации своих запасов в установленные сроки, хотя некоторые сократили их до требуемого уровня.
| Этап | Сокращение % | Последний срок | Примечания                                                                      |
| ---- | ------------ | -------------- | ------------------------------------------------------------------------------- |
| I    | 1 %          | Апрель 2000    |                                                                                 |
| II   | 20 %         | Апрель 2002    | Полное уничтожение пустых боеприпасов, боевых систем, контейнеров и прокурсоров |
| III  | 45 %         | Апрель 2004    |                                                                                 |
| IV   | 100 %        | Апрель 2007    | Допускается продление срока до апреля 2012                                      |

### Ход уничтожения
К 8 июля 2010 41692 тонны, или 60,05 % всего зарегистрированного химического оружия (все 3 категории), а также более 45 % (3,93 млн) боеприпасов и контейнеров для ХО было уничтожено. (Treaty confirmed destruction totals often lag behind state-declared totals.) Только около 50 % стран приняли необходимые изменения в законодательстве с целью запретить участие в производстве ХО.
Три государства: Албания (имевшая 16 678 кг иприта, люизита, адамсита и хлорацетофенона), неуточнённая страна-участница (по всей вероятности Республика Корея) и Индия завершили уничтожение своих запасов.
Россия полностью ликвидировала свои запасы химического оружия. 27 сентября 2017 года был уничтожен последний химический боеприпас. 
В США, которые заявили о большом количестве запасов ХО, уничтожено 75 %.
Ирак и Ливия, которая в 2004 году представила первоначальную декларацию о своих запасах ХО, а также предоставила планы по его уничтожению. Согласно декларации, она располагала почти 24 т иприта и более чем 1000 т прекурсоров, относящихся к категории 2. Эти страны ещё не приступили к выполнению требований КХО. 1 сентября 2010 года Япония и Китай заявили об открытии завода по уничтожению ХО, оставленного Японией в Китае в годы второй мировой войны.
| Страна                                            | Дата присоединения/вступления в силу | Объявленные запасы (тонн) | % уничтожено (Дата полного уничтожения) | Последний срок |
| ------------------------------------------------- | ------------------------------------ | ------------------------- | --------------------------------------- | -------------- |
| Албания                                           | 29 апреля 1997                       | 16,7                      | 100 % (11 июля 2007)                    | н/д            |
| Государство-участник (Возможно, Республика Корея) | 29 апреля 1997                       | -                         | 100 % (конец 2008)                      | н/д            |
| Индия                                             | 29 апреля 1997                       | -                         | 100 % (апрель 2009))                    |                |
| США                                               | 29 апреля 1997                       | 31 500                    | 100 % (7 июля 2023)                     | апрель 2012    |
| Россия                                            | 5 декабря 1997                       | 40 000                    | 100 % (27 сентября 2017)                | декабрь 2015   |
| Ливия                                             | 5 февраля 2004                       | -                         | 0 %                                     | -              |
| Ирак                                              | 12 февраля 2009                      | -                         | 0 %                                     | -              |
| Япония (в Китае)                                  | 29 апреля 1997                       | -                         | 0 %                                     | -              |

Сирия
13 сентября 2013 года 16-й президент Сирии Башар аль-Асад, под давлением международного сообщества, подписал акт об отказе от химического оружия, его полной утилизации и последующей ратификации Сирией Конвенции о запрещении химического оружия (КХО) в полном объёме. 23 июня 2014 г. в ОЗХО заявили об успешном завершении вывоза химического оружия с территории Сирии.
Запасы Ирака
При присоединении к КХО в 2009 году Ирак заявил о «двух бункерах, содержащих некоторое количество прекурсоров и боеприпасов, часть которых была начинена боевыми отравляющими веществами, а также о нескольких бывших заводах по производству ХО». На тот момент не было объявлено о каких бы то ни было планах по уничтожению всего этого материала, вместе с тем было отмечено, что бункеры были повреждены в ходе военной кампании 2003 года и что даже инспектирование того места должно быть тщательно спланировано и организовано. Большая часть ХО Ирака была уничтожена ранее в рамках специальной программы ООН после войны в Персидском заливе 1991 года. По сообщениям the US National Ground Intelligence Center, с начала вторжения в Ирак в 2003 году было найдено приблизительно 500 старых химических боеприпасов. Они содержали зарин и иприт, однако настолько подверглись коррозии, что не могли быть применены по назначению.

#### Финансирование
Финансовая поддержка албанской и ливийской программ по уничтожению химического оружия была осуществлена Соединёнными Штатами Америки. Россия получала финансовую помощь от ряда государств, включая США, Великобританию, Германию, Нидерланды, Италию и Канаду. В общей сложности к 2004 году Россией было получено около $2 млрд. Затраты на албанскую программу составили приблизительно $48 млн. США израсходовали $20 млрд на свою программу. Ожидается, что им предстоит потратить ещё $40 млрд.

### Известные заводы по производству
13 стран заявили о наличии у себя заводов по производству ХО:
| - Босния и Герцеговина - Китай - Франция | - Индия - Иран - Ирак | - Япония - Ливия - Россия | - Сербия - Великобритания - США |
- 1 неназванная страна (именуемая в сообщениях ОЗХО «A State Party»)

К 2007 году все 65 заводов были остановлены, 94 % (61) были ликвидированы или переоборудованы под гражданские нужды. По состоянию на конец февраля 2008 года 42 завода были уничтожены и 19 переоснащены в гражданских целях. В 2009 году Ирак заявил о 5 производственных площадках, которые были разрушены в ходе войн 1991 и 2003 годов, однако необходимо их инспектирование ОЗХО.

### Оставленное и старое химическое оружие
По данным ОЗХО, к 2005 году три государства официально объявили о наличии у них оставленного оружия, и 10 — старого ХО. Оставленное оружие находилось на территории Китая, Италии и Панамы. Австралия, Бельгия, Канада, Франция, Германия, Италия, Япония, Словения, Великобритания и США официально объявили в ОЗХО о том, что на их территориях находится старое ХО.
25 тысяч старых боеприпасов времён Первой мировой войны находится на территории Бельгии. Единственное предприятие в Пулькапелле производит разборку около 1500 проблемных боеприпасов в год. Рассматривается вопрос о строительстве нового завода по уничтожению, где утилизация ХО будет осуществляться, возможно, методом сжигания.
Япония выразила готовность оказать содействие в уничтожении старого химического оружия, оставленного в КНР со времён Второй мировой войны. В 2001 году японское правительство одобрило план утилизации запасов оставленного ХО, находящегося в провинции Гирин, и о выделении на данные цели требуемых средств. Токио объявил о намерении уничтожить все оставшееся в Китае химоружие к 2007 году. В апреле 2004 года Токио и Пекин подписали соглашение о строительстве завода в КНР стоимостью в 2,8 млрд долларов. Однако этот завод открылся только 1 сентября 2010 года, и первое мероприятие по уничтожению химического оружия планируется провести в конце сентября 2010 года.
США признали наличие оставленного ими ХО на о. Сан-Хосе в Панаме. Они предложили этой стране помощь в размере $1,5 млн на закупку оборудования для уничтожения этих запасов и на подготовку персонала. Однако Панама отклонила это предложение, и Вашингтон считает этот вопрос закрытым.
Сообщалось об обнаружении в провинции Тыграй, Эфиопия, более 1400 боеприпасов, включая химические боеприпасы времён Итало-эфиопской войны. В тот период Италия доставила в Эфиопию около 80 тыс. т ОВ. Рим выразил готовность оказать содействие Аддис-Абебе в уничтожении этих запасов, однако совместная работа на местах итальянских и эфиопских специалистов не обнаружила химического оружия на территории этой страны.
Кроме того, появились сообщения об обнаружении около села Топоровцы Черновицкой области Украины артиллерийских снарядов, оставшихся со времён Первой мировой войны. Некоторые из них были начинены хлором.

## Выполнение Конвенции вРоссии
После распада СССР Россия осталась обладательницей крупнейших в мире запасов химического оружия — около 40 тыс. т (по весу). Арсеналы данного вида оружия массового поражения имелись только в РСФСР, в других республиках их не оказалось.
Россия объявила о наличии у себя химоружия Категории 1 на семи объектах — кожно-нарывного действия в Горном (Саратовская область) и Камбарке (Удмуртия), а также нервно-паралитического действия в Щучьем (Курганская область), Почепе (Брянская область), Марадыковском (Кировская область), Леонидовке (Пензенская область) и Кизнере (Удмуртия). Примерно 4/5 запасов составляют нервно-паралитические ОВ и 1/5 — кожно-нарывные. При этом наибольшую проблему с точки зрения безопасности представляли собой устаревшие запасы кожно-нарывных ОВ, находящиеся в Камбарке со времён Второй мировой войны.
В 1992 году Вил Мирзаянов, сотрудник ГНИИОХТ — головного института по разработке боевых ОВ, — выступил в печати с заявлением о нарушении Россией принципов КЗХО вследствие тайной разработки нового поколения ОВ, формально не подпадающего под утверждённые списки прекурсоров. Ему было предъявлено обвинение в разглашении государственной тайны, которое затем было снято, и Мирзаянов отпущен на свободу.
В связи с финансовыми трудностями Россия не уложилась в первые два этапа программы по уничтожению ХО. Вместо необходимых ежегодно $100 млн из федерального бюджета выделялись только несколько миллионов, а страны Европы и США не оказывали помощь в обещанных объёмах. Кроме того, ситуацию осложняли протесты местных властей и населения. 
Положение стало меняться только в 2000-х годах, при передаче функций государственного заказчика Российскому агентству по боеприпасам, которое возглавлял доктор химических наук Зиновий Петрович Пак.
Под руководством Зиновия Пака была разработана новая программа химического разоружения РФ, создана государственная система управления химразоружением, построены первые полномасштабные заводы по уничтожению химического оружия. По предложению Зиновия Пака Президент РФ В. В. Путин передал в Росбоеприпасы все арсеналы с запасами химоружия из Министерства обороны РФ. Также в подчинение Зиновию Паку были переданы крупные воинские формирования для безопасного хранения и уничтожения химического оружия (порядка 10 000 человек).
По инициативе Зиновия Пака была создана Государственная комиссия Российской Федерации по химическому разоружению и её председателем назначен Полномочный представитель президента Российской Федерации в Приволжском федеральном округе С. В. Кириенко. Основной задачей комиссии было взаимодействие с регионами, в которых осуществлялось строительство заводов.
Особая заслуга Зиновия Пака заключается в том, что ему единственному из всех руководителей Государственной программы химического разоружения удалось убедить страны, являющиеся участниками Конвенции по запрещению химического оружия, в способности Российской Федерации выполнить свои обязательства по Конвенции, результатом чего было выделение донорской помощи России, которая составила сотни миллионов долларов США и позволила осуществить запуск химического разоружения в РФ.
По состоянию на 1 сентября 2010 в России уничтожено 19 336 тонн, или 48,4 % имеющихся запасов. Этот процесс будет завершён в ближайшие годы.
По состоянию на 25 ноября 2012 года уничтожено 70 % объявленных Россией запасов химического оружия.
По состоянию на середину апреля 2014 года уничтожено 78 % объявленных Россией запасов химического оружия.
27 сентября 2017 года в Удмуртии на военном объекте «Кизнер» был уничтожен последний боеприпас (ОВ типа VX) из всех запасов химического оружия РФ, составлявших 39 967 тонн ОВ. В этот же день Россия объявила о полном уничтожении своего химического оружия.

## Выполнение Конвенции вСША
В США химическое оружие хранилось на восьми объектах: Абердин (штат Мэриленд), Аннистон (штат Алабама), Лексингтон (штат Кентукки), Ньюпорт (штат Индиана), Пайн-Блафф (штат Арканзас), Пуэбло (штат Колорадо), Дезерт (штат Юта) и Уматилла (штат Орегон).
США изначально взяли на себя обязательство уничтожить химическое оружие в 2012 году, но неоднократно переносили сроки завершения работ. Первые 25 % были ликвидированы уже к концу 2001 года. Однако в дальнейшем процесс уничтожения несколько замедлился, и к 2005 году было уничтожено чуть более 1/3 (33,34 %) запасов химоружия. К 2005 году было ликвидировано 42 % боеприпасов. По состоянию на 6 октября 2010 года США уничтожили 80 % от общего количества запасов химического оружия. Согласно официальным источникам, речь идёт об утилизации 22 958 тонн отравляющих веществ и 2,1 млн боеприпасов. 70-процентный порог США перешагнули в феврале 2010 года. 7 июля 2023 года США уничтожили последний химический боеприпас, таким образом, заявленного химоружия в мире не осталось.

### Международное право
- Конвенция о биологическом оружии
- Конвенция о некоторых видах обычного оружия (КНО)
- Австралийская группа
- Договор о нераспространении ядерного оружия (ДНЯО)
- Соглашение по химическому оружию 1990
- Женевский протокол (1925)

### Химическое оружие
- Оружие массового поражения
- Химическое оружие
- Боевое отравляющее вещество
- Организация по запрещению химического оружия

### Классификация химических агентов
- Список 1 (КХО)
- Список 2 (КХО)
- Список 3 (КХО)